# Caobanal 1ra. Sección
Caobanal 1ra. Sección är en ort i Mexiko.   Den ligger i kommunen Huimanguillo och delstaten Tabasco, i den sydöstra delen av landet, 600 km öster om huvudstaden Mexico City. Caobanal 1ra. Sección ligger 44 meter över havet och antalet invånare är 1 009.
Terrängen runt Caobanal 1ra. Sección är mycket platt. Runt Caobanal 1ra. Sección är det ganska glesbefolkat, med 43 invånare per kvadratkilometer. Närmaste större samhälle är Chontalpa, 9,4 km väster om Caobanal 1ra. Sección. Trakten runt Caobanal 1ra. Sección består till största delen av jordbruksmark.